# Instrumentalist
Een instrumentalist is een musicus die een muziekinstrument bespeelt. De term gaat terug op het Latijnse woord instruere, dat onder andere onderwijzen of uitrusten met betekent. Een instrumentum was een stuk gereedschap, een werktuig of een hulpmiddel.
Het instrument van de musicus is het hulpmiddel of werktuig waarmee hij leert muziek te spelen. Naarmate musici bedrevener raken in het 'bedienen' van hun instrument zijn ze beter in staat om de innerlijke voorstelling van een muziekwerk door middel van de techniek en technische vaardigheden via hun instrument te verklanken.
Instrumentalisten staan tegenover vocalisten, die enkel met hun eigen stem muziek maken. Hoewel men de stem kan opvatten als het instrument van de zanger, wordt in de muziektheorie enkel de bespeler van een extern instrument als instrumentalist gezien.
Het geheel van mogelijk bespeelbare instrumenten (bijvoorbeeld binnen een orkest of ensemble) noemt men het instrumentarium.
Voorbeelden van instrumentalisten zijn: de violist, de pianist, de fagottist, de drummer, de gitarist, etc.
In het verlengde van instrumentalist kennen we (vooral in de hedendaagse lichte muziek) het begrip multi-instrumentalist: iemand die meerdere muziekinstrumenten op gevorderd niveau kan bespelen.